# Jackalope

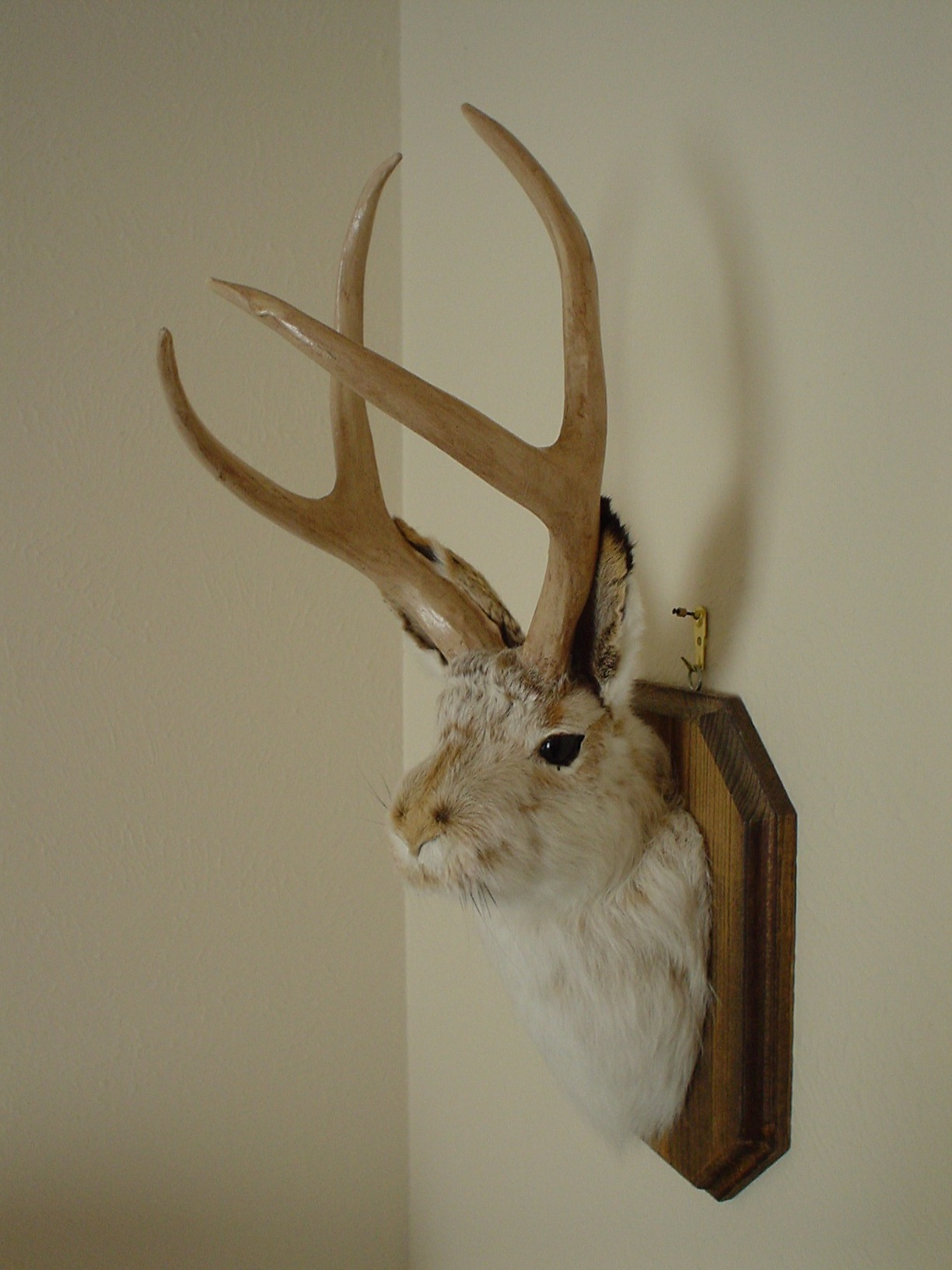
Thỏ có sừng

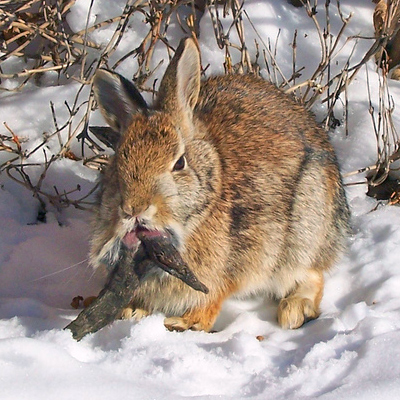
Một con thỏ mọc sừng

Jackalope hay còn gọi là thỏ có sừng nai là một sinh vật huyền thoại xuất hiện trong các câu chuyện dân gian Bắc Mỹ. Nó được miêu tả là một con thỏ với cái sừng của một con nai (hay chính xác là sừng của linh dương gạc nhiều nhánh). Tên của nó bắt nguồn từ cụm từ jackrabbit và antelope. 

## Khoa học
Ngày nay, các nhà khoa học đã chứng minh rằng, hiện tượng trên bắt nguồn do một loại bệnh do virus Shope papilloma. trên thực tế, những con thỏ có sừng vẫn có thể tồn tại, chỉ có điều đó là do hậu quả của một căn bệnh virus hiếm gặp ở động vật. Chúng bị nhiễm loại virus hiếm gặp có tên U nhú ở loài thỏ (CRPV).
Virus này còn được biết đến với cái tên Virus U nhú Shope. Virus này chính là tác nhân gây nên những chiếc sừng đen hay còn gọi là khối u mọc xung quanh đầu, Theo thời gian, những chiếc sừng đen có thể phát triển lớn hơn, gây ảnh hưởng tới khả năng tiếp nhận thực phẩm dẫn tới hậu quả chúng sẽ chết vì đói.